# Bembidion adelaidae
Bembidion adelaidae es una especie de escarabajo del género Bembidion, categorizada en la tribu Bembidiini, de la subfamilia Trechinae.

## Distribución
Se distribuye por Australia.

## Taxonomía
Fue descrita por Lindroth en 1980.